# Asie (croiseur)
Pour les articles homonymes, voir Asie (homonymie).
Asie (en russe : Азия, Azia) est un croiseur à vapeur et à voiles de la Marine impériale de Russie. Il fut considéré comme l'un des meilleurs bateaux à vapeur. Construit au chantier naval de Philadelphie aux États-Unis, la Russie impériale leur acheta trois croiseurs : l’État de Californie rebaptisé Europa, le Saratoga rebaptisé Afrika, le Columbus rebaptisé Asie. 

## Historique
Le 29 mai 1878, le nom d’Asie fut attribué au croiseur. Il subit d'importantes rénovations à Philadelphie : l'aménagement intérieur fut remanié, il fut procédé au changement de toutes le chaudières, la capacité de contenance de la soute à charbon fut augmentée.
En décembre 1878, le bateau quitte les États-Unis pour l'Europe et arrive à Kronstadt où il fut procédé à l'installation de l'armement durant l’été 1879.
Le 18 octobre 1879 , L’Asie se rend en Extrême-Orient et le 1er février 1892, il est convertie en croiseur 2e classe.
En 1898, une révision du croiseur permet d'augmenter sa puissance à 2 700 chevaux.
En 1901, une révision importante du croiseur permet l'installation de 4 nouvelles chaudières.
Le 16 août 1911, il est rayé de la liste des effectifs de la Marine impériale de Russie et commence à être utilisé comme navire de croisière.
En octobre 1912, il devient la propriété de la Société anonyme de sauvetage de Russie et prend le nom de Caucase (Кавказ)
En 1913, lors de la remise à jour de la flotte russe, le croiseur est réaffecté dans la flotte russe.
Le 11 septembre 1914, le croiseur est inscrit dans la flotte de la Baltique de nouveau sous le nom Asie. Il assure alors le transport dans le golfe de Björk.
Transféré dans l'escadre des mouilleurs de mines, il est armé de deux canons de 47 mm.
Au Printemps 1916, le croiseur est armé de 2 tubes lance-torpilles
En mai 1918 - L’Asie est désarmé puis abandonné dans un port avant d’être vendu pour le métal en septembre 1923.

## Commandant du croiseurAsie
- 1878 : Capitaine de vaisseau Fiodor Karlovitch Avelan
- Lieutenant de marine Nolken
- 2 avril 1895-6 décembre 1896 : Karl Petrovitch Jessen

## Les personnalités célèbres en service à bord de l’Asie
- Andreï Andreïevitch Virenius (Андрей Андреевич Вирениус)
- Pavel Petrovitch Dournovo (Павел Петрович Дурново - 1874-1909)
- Iosif Vassilievitch Kossovitch (Иосиф Васильевич Коссович -1855-1928)
- Vladimir Vladimirovitch  Lindström (Владимир Владимирович Линдстрем)
- Konstantin Dmitrievitch Nilov (Константин Дмитриевич Нилов -1856-1919)
- Aleksandr Andreïevitch Rodionov (Александр Андреевич Родионов - 1854-1906)
- Nikolaï Aleksandrovitch Sachs (Николай Александрович Сакс - 1860-1918)
- Vassili Nikolaïevitch Fersen (Василий Николаевич Ферзен -1858-1937)
- Grigori Pavlovitch Tchoukhnine (Григорий Павлович Чухнин -1848-1906)
- Grigory Ivanovitch Choulguine (Григорий Иванович Шульгин).